# Bandiera dello Sri Lanka
La bandiera dello Sri Lanka è stata adottata nel 1972. Da allora ha subito solo piccole modifiche.
La bandiera è composta da due strisce verticali verde e arancio, bordate di giallo, sul lato del pennone, e da un pannello rettangolare amaranto, anch'esso bordato di giallo, sul lato al vento. Al centro del pannello amaranto è presente un leone giallo che regge una spada, e nei quattro angoli compaiono quattro foglie di Ficus religiosa.

## Bandiere storiche

Bandiera del Regno di Kotte (1412-1597)
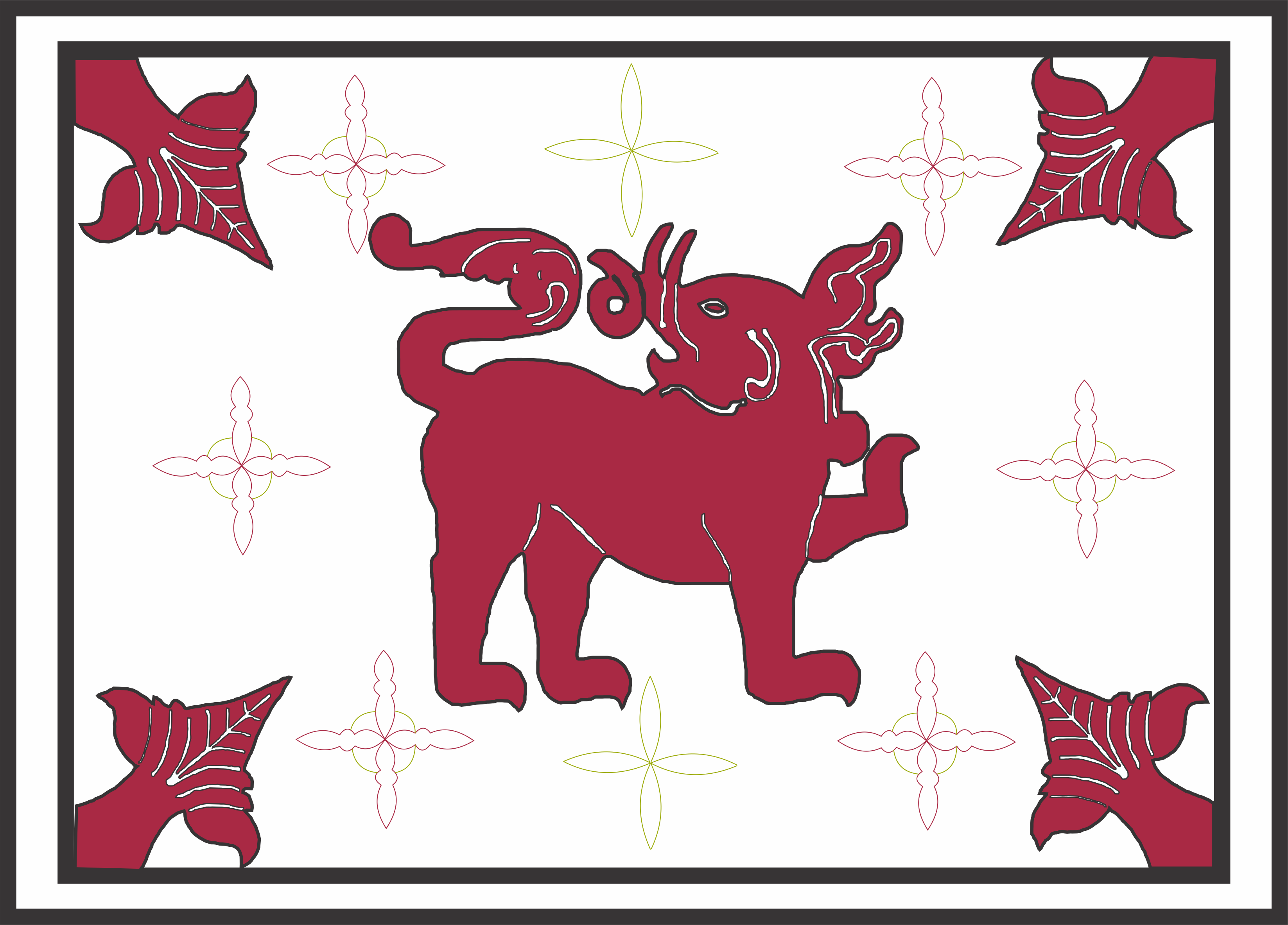
Bandiera del Regno di Sitawaka (1521-1594)
Bandiera del Regno di Kandy (1469-1815)
Bandiera del Ceylon britannico (1815-1948)
Bandiera del Dominion di Ceylon (1948-1951)
Bandiera del Dominion di Ceylon (1951-1972)